# Lagoa Misteriosa
O Lagoa Misteriosa é o nome popular de uma caverna alagada com cerca de 220 metros de profundidade localizado no município de Jardim, interior de Mato Grosso do Sul, estado da região Centro-Oeste do Brasil.